# Kanton Saint-Chinian
Der Kanton Saint-Chinian war bis 2015 ein französischer Wahlkreis im Arrondissement Béziers, im Département Hérault und in der ehemaligen Region Languedoc-Roussillon. Er hatte 8138 Einwohner (Stand: 1. Januar 2012).

## Gemeinden
Der Kanton umfasste die Wahlberechtigten aus 13 Gemeinden:
| Gemeinde              | Einwohner Jahr | Fläche km² | Bevölkerungsdichte | Code INSEE | Postleitzahl |
| --------------------- | -------------- | ---------- | ------------------ | ---------- | ------------ |
| Agel                  | 212 (2013)     | –          | – Einw./km²        | 34004      | 34210        |
| Aigues-Vives          | 455 (2013)     | –          | – Einw./km²        | 34007      | 34210        |
| Assignan              | 167 (2013)     | –          | – Einw./km²        | 34015      | 34360        |
| Babeau-Bouldoux       | 288 (2013)     | –          | – Einw./km²        | 34021      | 34360        |
| Cazedarnes            | 575 (2013)     | –          | – Einw./km²        | 34065      | 34460        |
| Cébazan               | 577 (2013)     | –          | – Einw./km²        | 34070      | 34360        |
| Cessenon-sur-Orb      | 2160 (2013)    | –          | – Einw./km²        | 34074      | 34460        |
| Cruzy                 | 995 (2013)     | –          | – Einw./km²        | 34092      | 34310        |
| Montouliers           | 249 (2013)     | –          | – Einw./km²        | 34170      | 34310        |
| Pierrerue             | 293 (2013)     | –          | – Einw./km²        | 34201      | 34360        |
| Prades-sur-Vernazobre | 298 (2013)     | –          | – Einw./km²        | 34218      | 34360        |
| Saint-Chinian         | 1812 (2013)    | –          | – Einw./km²        | 34245      | 34360        |
| Villespassans         | 155 (2013)     | –          | – Einw./km²        | 34339      | 34360        |